# Parornix strobivorella
Parornix strobivorella là một loài bướm đêm thuộc họ Gracillariidae. Nó được tìm thấy ở Hoa Kỳ (Pennsylvania và Maine).
Ấu trùng ăn Pyrus và Sorbus species. Chúng ăn lá nơi chúng làm tổ.